# Zatartacze
Zatartacze – część wsi Wojtyniów w Polsce, położona w województwie świętokrzyskim, w powiecie skarżyskim, w gminie Bliżyn.
W latach 1975–1998 Zatartacze administracyjnie należało do województwa kieleckiego.
Wierni Kościoła rzymskokatolickiego należą do parafii św. Ludwika w Bliżynie.